# Michał Sobol

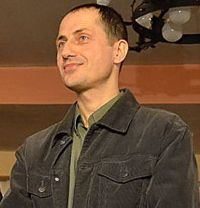
Michał Sobol w 2013 roku

Michał Sobol (ur. 1970 w Cerekwi koło Radomia) – polski poeta.

## Życiorys
Autor pięciu książek poetyckich. Publikował w NaGłosie, Twórczości, Kresach, Lampie, Więzi, Wyspie, Ricie Baum, miesięczniku „Znak”, Zeszytach Literackich. Laureat Nagrody im. Kazimiery Iłłakowiczówny za najlepszą debiutancka książkę roku 2001 za Lamentacje. Za tom Pulsary otrzymał Nagrodę Literacką Miasta Radomia 2013 w kategorii książka literacka oraz był nominowany do Nagrody Poetyckiej im. Wisławy Szymborskiej 2014 oraz Nagrody Literackiej Gdynia 2014. W roku 2016 zgodnie z decyzją jury, w składzie Ryszard Krynicki, Paweł Próchniak i Adam Zagajewski, otrzymał Nagrodę Fundacji im. Zbigniewa Herberta. Stało się tak zgodnie z życzeniem pierwotnego laureata Międzynarodowej Nagrody Literackiej im. Zbigniewa Herberta Larsa Gustafssona, który wyraził wolę, by w jego imieniu przyznać nagrodę polskiemu poecie. Uroczyste wręczenie Nagrody miało miejsce 28 listopada 2016 roku. W 2017 otrzymał Nagrodę Literacką Gdynia za tom Schrony. Okładki jego tomów Pulsary (2013) i Schrony (2016) zaprojektował Bogusław Bachorczyk.

## Poezja
- Lamentacje (Wydawnictwo Zielona Sowa, Kraków 2001)
- Działania i chwile (Mamiko, Nowa Ruda 2007)
- Naturalia (Wydawnictwo Miniatura, Kraków 2010)
- Pulsary (Wydawnictwo Nisza, Warszawa 2013)
- Schrony (Wydawnictwo Nisza, Warszawa 2016)
- Wieść (Wydawnictwo Nisza, Warszawa 2019)
- Trasy przelotów (Wydawnictwo Nisza, Warszawa 2023)